# Kvarteret Perseus

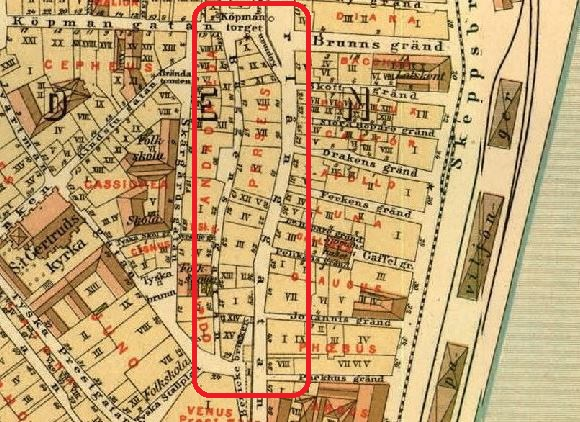
Kvarteret Perseus på A.R. Lundgrens karta från 1885.

Kvarteret Perseus är ett kvarter i Gamla stan i Stockholm. Kvarteret omges av Köpmantorget i norr, Österlånggatan i öster, Baggensgatan i väster och Norra Benickebrinken i söder. Perseus är av särskild stort kulturhistoriskt och arkeologiskt intresse och har blivit föremål för många arkeologiska undersökningar. Här förmodas delar av den äldsta, men svårfunna stadsmuren i Stockholm.  Kvarteret består idag av tolv fastigheter: Perseus 1-11 samt 14.

## Namnet
Nästan samtliga kvartersnamn i Gamla stan tillkom under 1600-talets senare del och är uppkallade efter begrepp (främst gudar) ur den grekiska och romerska mytologin. Enligt den grekiska mytologin är Perseus en hjälte och son till guden Zeus och prinsessan Danaë. Enligt Herodotos är Perseus det persiska folkets urfader.  Perseus är även en stjärnbild i vintergatan.

## Kvarterets historik

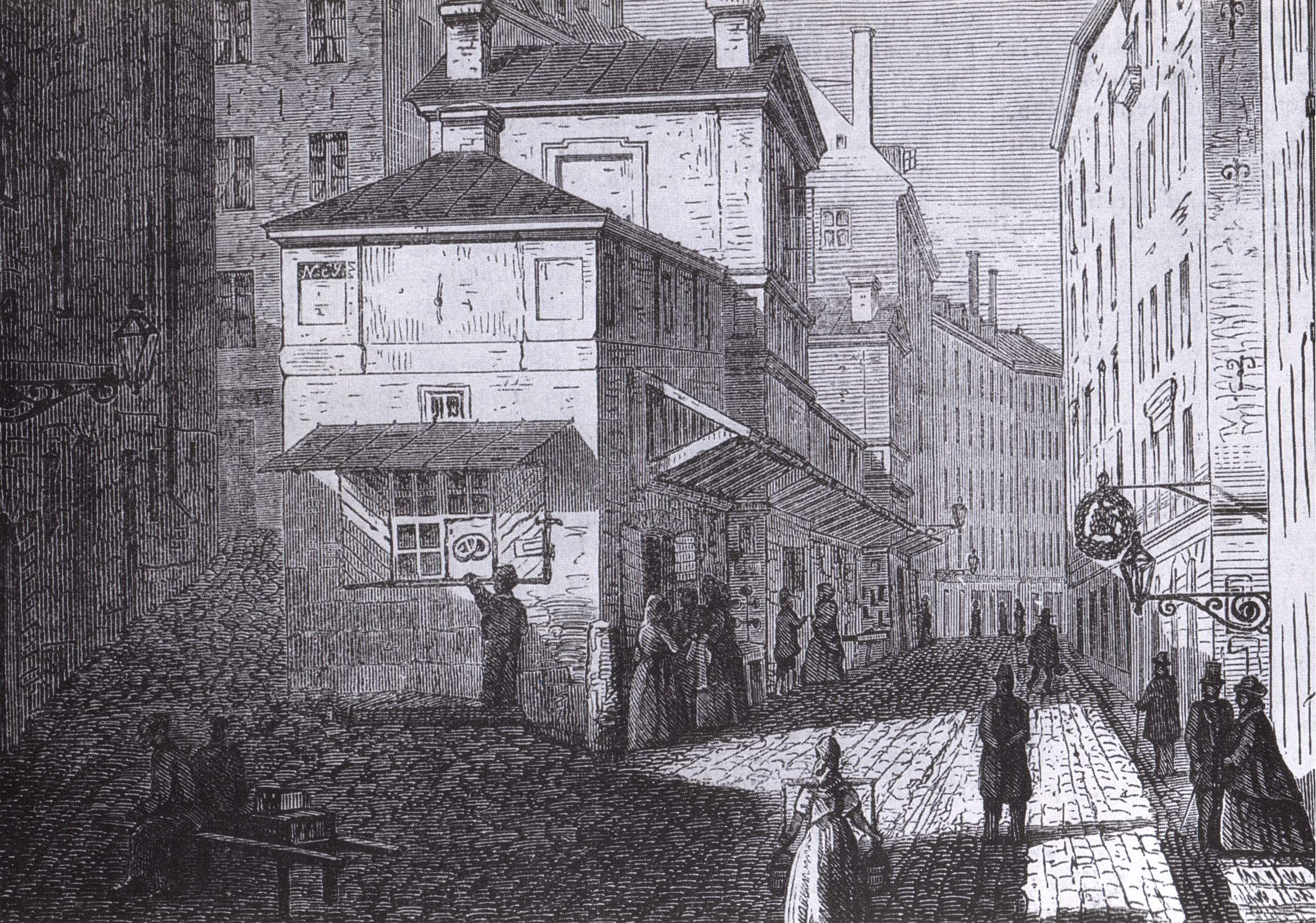
Kvarteret Perseus sett söderifrån med kvarteret Medea i förgrunden. Illustration av Otto August Mankell, 1865.

Perseus är ett långsträckt kvarter som upptar nivåskillnaden mellan den lägre Österlånggatan och den högre Baggensgatan. Det är Gamla stans längsta kvarter som mäter 170 meter från norr till söder. Baggensgatan sträcker sig uppe på den gamla åsen och omedelbart innanför Stockholms äldsta stadsmur från 1200-talet. Tomterna utanför muren benämndes på 1400-talet som till exempel ”östan mur i gamla muren mellan båda gatorna” eller ”uppe och nere östan mur i gamla muren”. 
På en karta från omkring 1700 framgår att tomterna då var 15 i antal och att alla upptog hela kvarterets bredd. I samband med 1729 års nummerordning tilldelades husen vid Baggensgatan respektive Österlånggatan olika fastighetsnummer trots att de ofta hade samma ägare. Vid den tiden hade kvarteret Perseus hela 27 fastighetsnummer. 1810 kom en ny nummerordning som resulterade i en reducering till 15 fastigheter. Efter några sammanslagningar består kvarteret Perseus idag av 12 fastigheter.
I anslutning till Perseus i norr låg det numera försvunna kvarteret Aceton där Stockholms första synagoga låg. I söder avslutades Perseus av det likaså rivna kvarteret Medea där vintapparen Jören Benicke hade sitt hus och sin krog Solen på 1570-talet.

## Fastigheter i urval

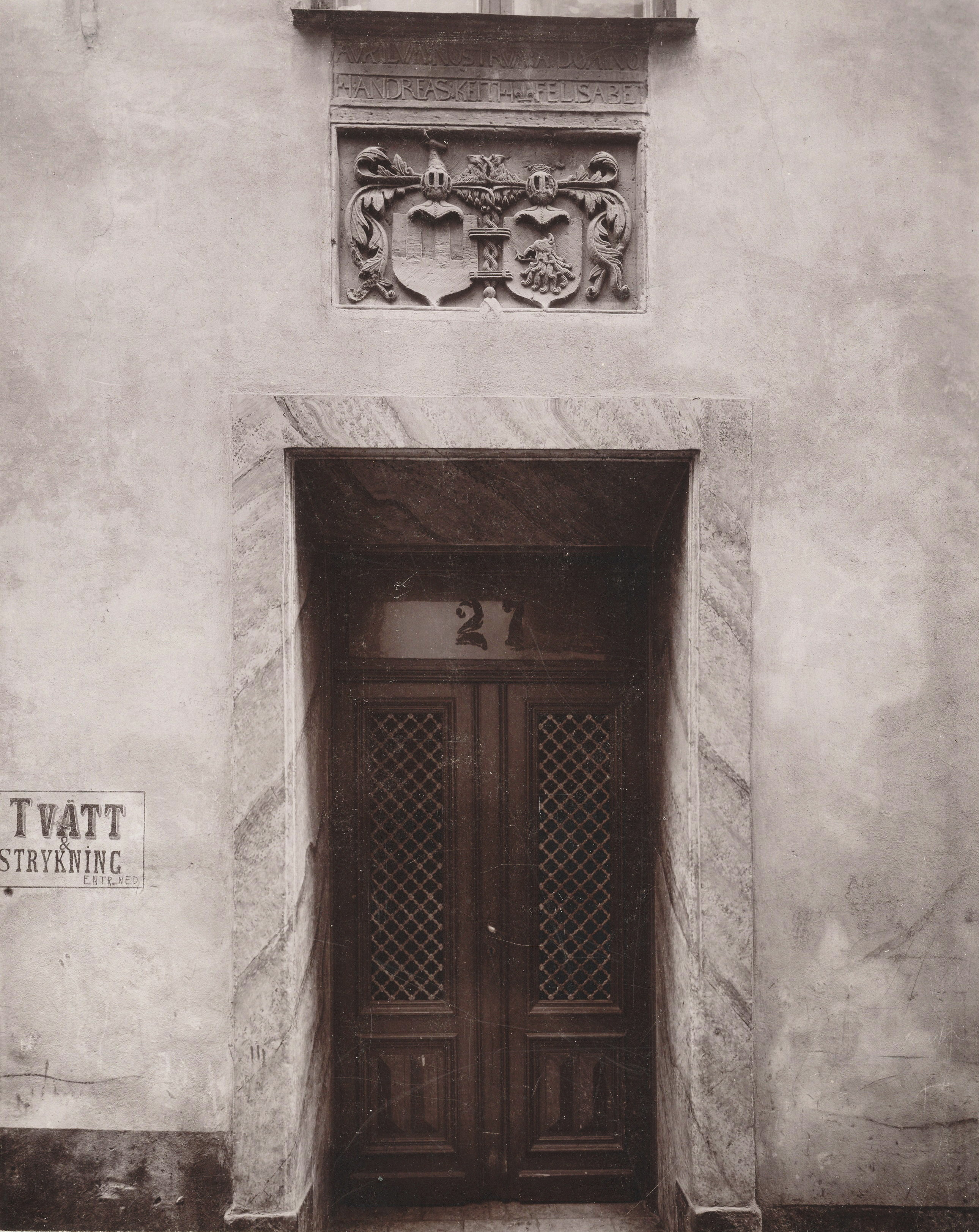
Port till Baggensgatan 27, Perseus 1 med Keith vapensten. Foto: Larssons Ateljé 1903.

Perseus 1 (Baggensgatan 27) är en medeltida byggnad med källarvalv och delar av bottenvåningen från 1336. Möjligen utgörs fastigheten av flera sammanbyggda medeltida hus. Under senare delen av 1400-talet ägdes byggnaden av Vadstena kloster. På 1750-talet blev huset ombyggt för riddaren Anders Keith. Han var gift med friherrinnan Elisabeth Birgersdotter Grip. Deras vapen finns fortfarande kvar på en portalsten ovanför porten till Baggensgatan 27. Under kung Sigismund nyttjades byggnaden för katolska gudstjänster och började kallas ”Papistkyrkan”.
Perseus 3 (Baggensgatan 23) kallas Ahlströms jungfrubur efter en bordell som fanns här mellan 1762 och 1767.
Perseus 5 (Baggensgatan 19) kallas 1724 för det Emmerichska stenhuset mellan Österlånggatan och Baggensgatan. Byggnaden innehåller medeltida murrester.
Perseus 8 (Österlånggatan 14) uppfördes 1888—89 enligt arkitekten Isak Gustav Clasons ritningar. Byggnaden kan ses som ett av de första försöken att vid denna tid finna en nationell prägel med anknytning till den svenska traditionen inom arkitekturen, i kontrast till de förhärskande stil arkitekturerna. Huset ansluter till den gamla stockholmska typen av 1600-talshus i kvarteret.
Perseus 10 (Köpmantorget 1) ligger längst i norr och uppfördes kort efter att de sista resterna efter den äldre östra stadsmuren med Köpmanporten revs 1685. Porten revs för att öka framkomligheten och förbättra brandskyddet, samtidigt anlades ett nytt, bredare torg. På den nya tomten byggdes ett hus i barockens stil och påbyggdes på 1780-talet. Vid en ombyggnad av fastigheten 1970 kunde man dokumentera rester av medeltida murar.
Perseus 14 (Norra Benickebrinken 2) ligger längst i söder och är en sammanslagning av tre medeltida hus vid Baggensgatan. Tre våningar med medeltida murverk har dokumenterats mot Baggensgatan och två våningar mot Svartmangatan och Norra Benickebrinken. Från och med 1891 hade Frälsningsarmén ett utspisningsställe för allmänheten och senare ett härbärge för ensamma män. Frälsningsarmén var ägare till fastigheten fram till år 2003.  År 2007 förvärvades huset av fastighetsbolaget ”Taksprånget” som lät renovera det.

## Nutida bilder

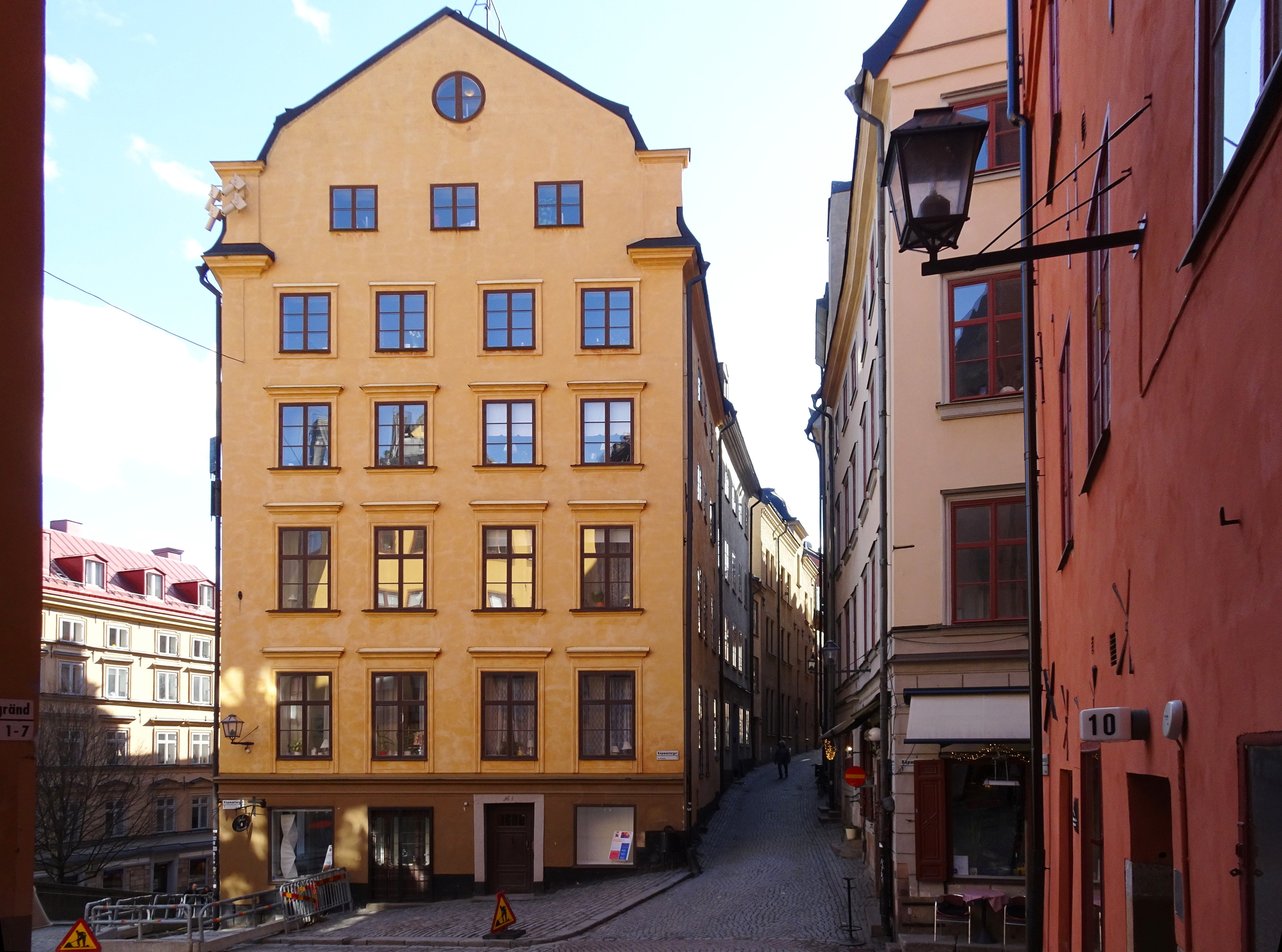
Perseus 10 (Köpmantorget 1)
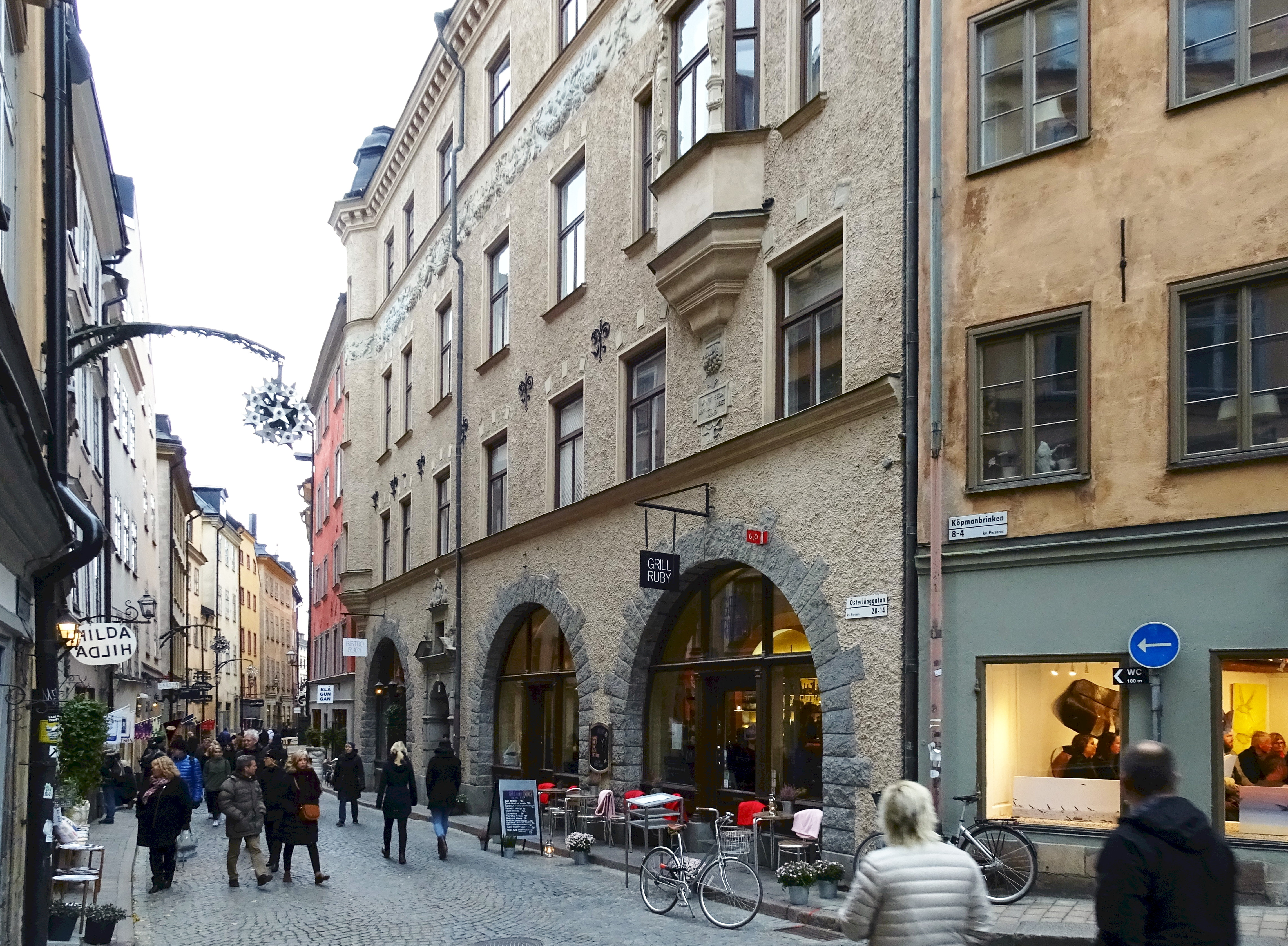
Perseus 8, (Österlånggatan 14)
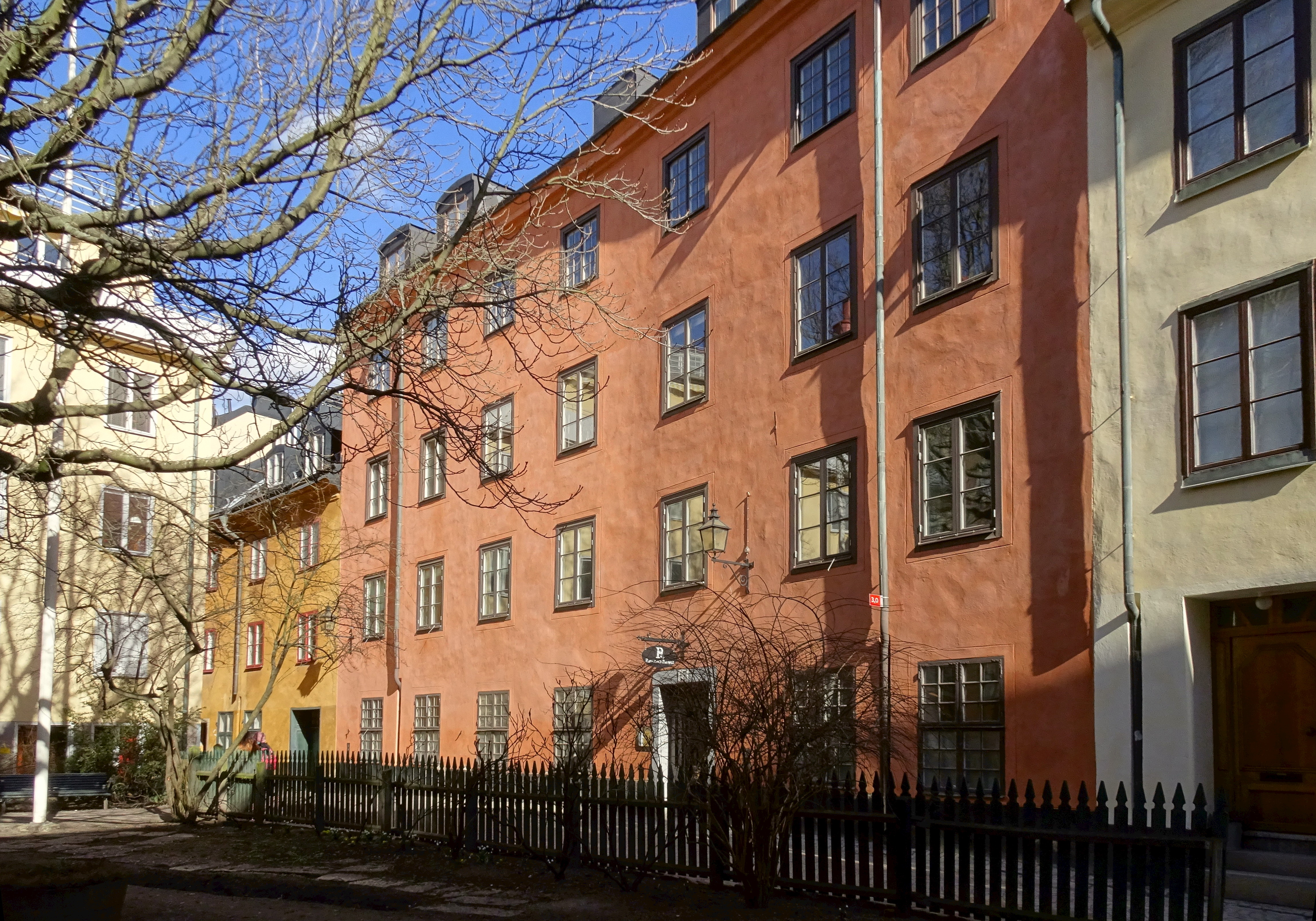
Perseus 7, 6, 5 (Baggensgatan 15, 17, 19)
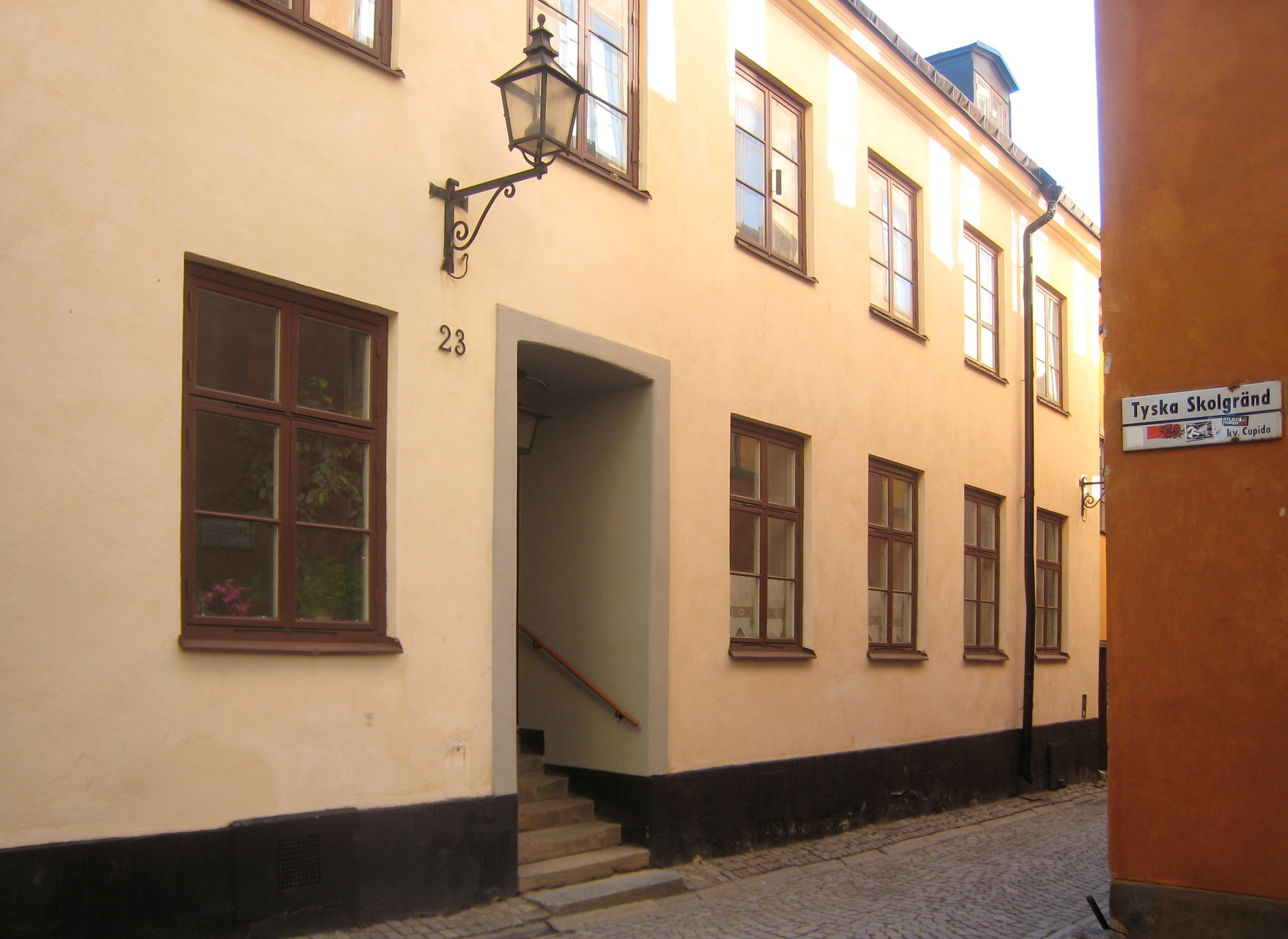
Perseus 3 (Baggensgatan 23)
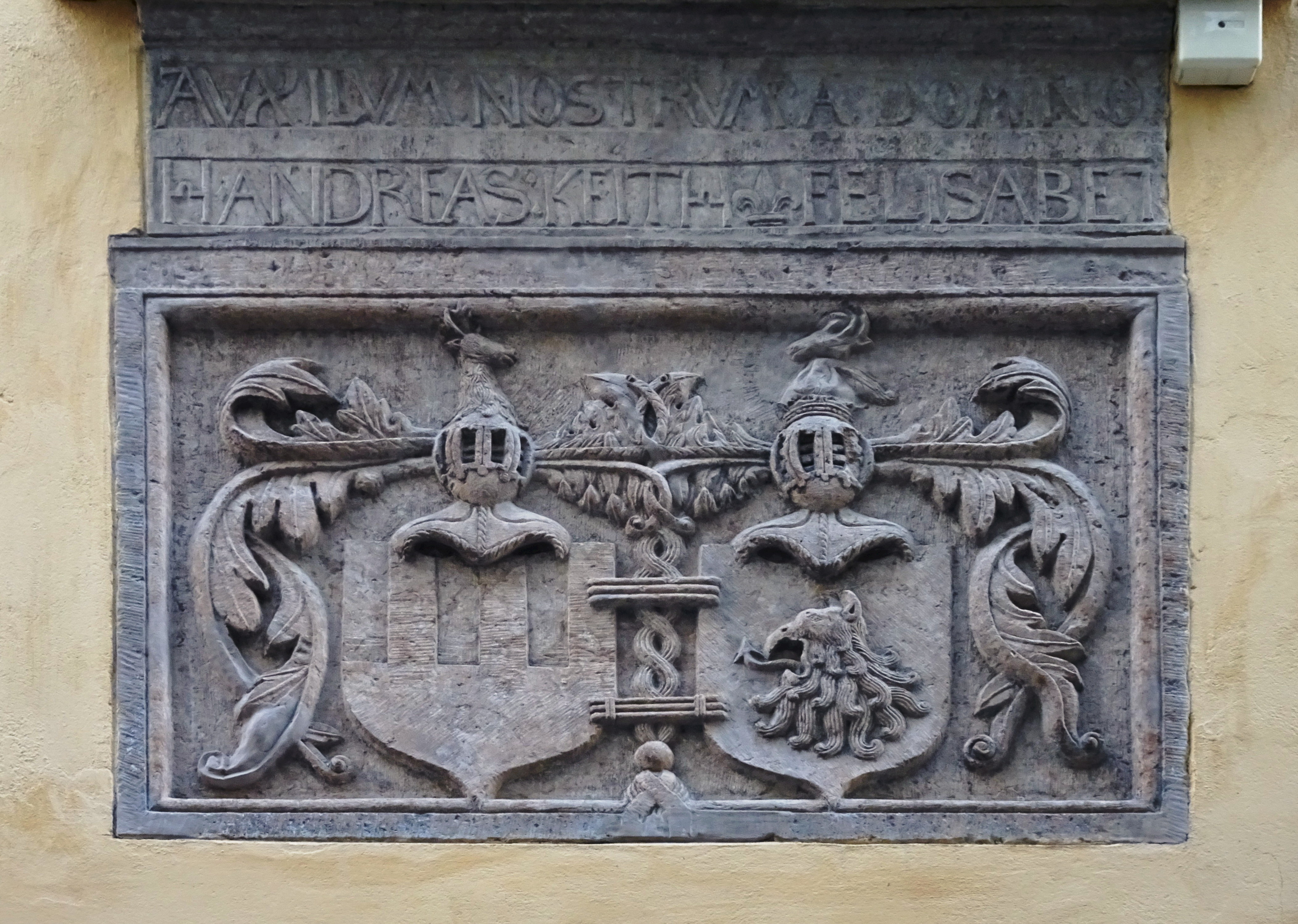
Perseus 1 (Baggensgatan 27)